# Chanson pour l'Auvergnat
Chanson pour l'Auvergnat è il terzo album del 1955 del cantautore francese Georges Brassens; il disco in realtà è senza nome, cosicché il titolo di solito è preso dalla prima (Les Sabots d'Hélène ) o dalla seconda traccia (Chanson pour l'Auvergnat).
In questo terzo disco, Brassens continua il filone poetico: un testo di Victor Hugo ('Gastibelza'), uno di Francis Jammes (La Prière) e uno di Paul Verlaine (Colombine). 'Une jolie fleur' si rifà all'avventura di Brassens con la perfida 'petite Jo', mentre 'Chanson pour l'Auvergnat' è un brano pieno di sentimento; Putain de toi e Le mauvais sujet repenti sono due brani gauloises ed irriverenti
Ma soprattutto, resta da citare l'importantissima La mauvaise herbe, vero manifesto dell'essere poeta di Brassens; una canzone amara in cui l'autore rivendica la propria unicità di mauvaise herbe, di marginale, rispetto alle buone erbe, tutte uguali.
Per questi testi, Brassens trova delle melodie all'apparenza semplici e che restano alla mente.

## Tracce
1. Les Sabots d'Hélène – 2'47"
2. Chanson pour l'Auvergnat  « Elle est à toi cette chanson » – 3' 01"
3. La Première Fille (... qù n a pris dans ses bras) – 2' 27"
4. La Prière (su una poesia di Francis Jammes) – 3' 07"
5. Gastibelza « L'Homme à la carabine » (su una poesia di Victor Hugo) – 2' 10"
6. La Mauvaise herbe – 2' 47"
7. Une jolie fleur (... dans une peau de vache) – 2' 42"
8. Je suis un voyou « La Tramontane » – 2' 38"
9. Le Mauvais Sujet repenti – 2' 30"
10. P... de toi – 2' 41"

## Musicisti
- Georges Brassens: voce, chitarra
- Pierre Nicolas: contrabbasso
- Victor Apicella: seconda chitarra